# Mimosybra albovenosa
Mimosybra albovenosa es una especie de escarabajo del género Mimosybra, familia Cerambycidae. Fue descrita científicamente por Breuning en 1960.
Se distribuye por Indonesia. Posee una longitud corporal de 6 milímetros.